# Tetragnatha americana
Tetragnatha americana este o specie de păianjeni din genul Tetragnatha, familia Tetragnathidae, descrisă de Simon, 1905. Conform Catalogue of Life specia Tetragnatha americana nu are subspecii cunoscute.